# Sofie
Sofie (bulharsky София) je hlavní město Bulharska; leží na úpatí pohoří Vitoša na západě státu, blízko srbských hranic. Východním okrajem města protéká řeka Iskăr. Město, kde žije okolo 1,3 miliónu obyvatel, což představuje asi 17,5 % obyvatelstva Bulharska, je politickým, hospodářským i kulturním střediskem země. Sofie je také nejdůležitějším univerzitním městem v zemi, sídlí zde 9 univerzit.

## Historie

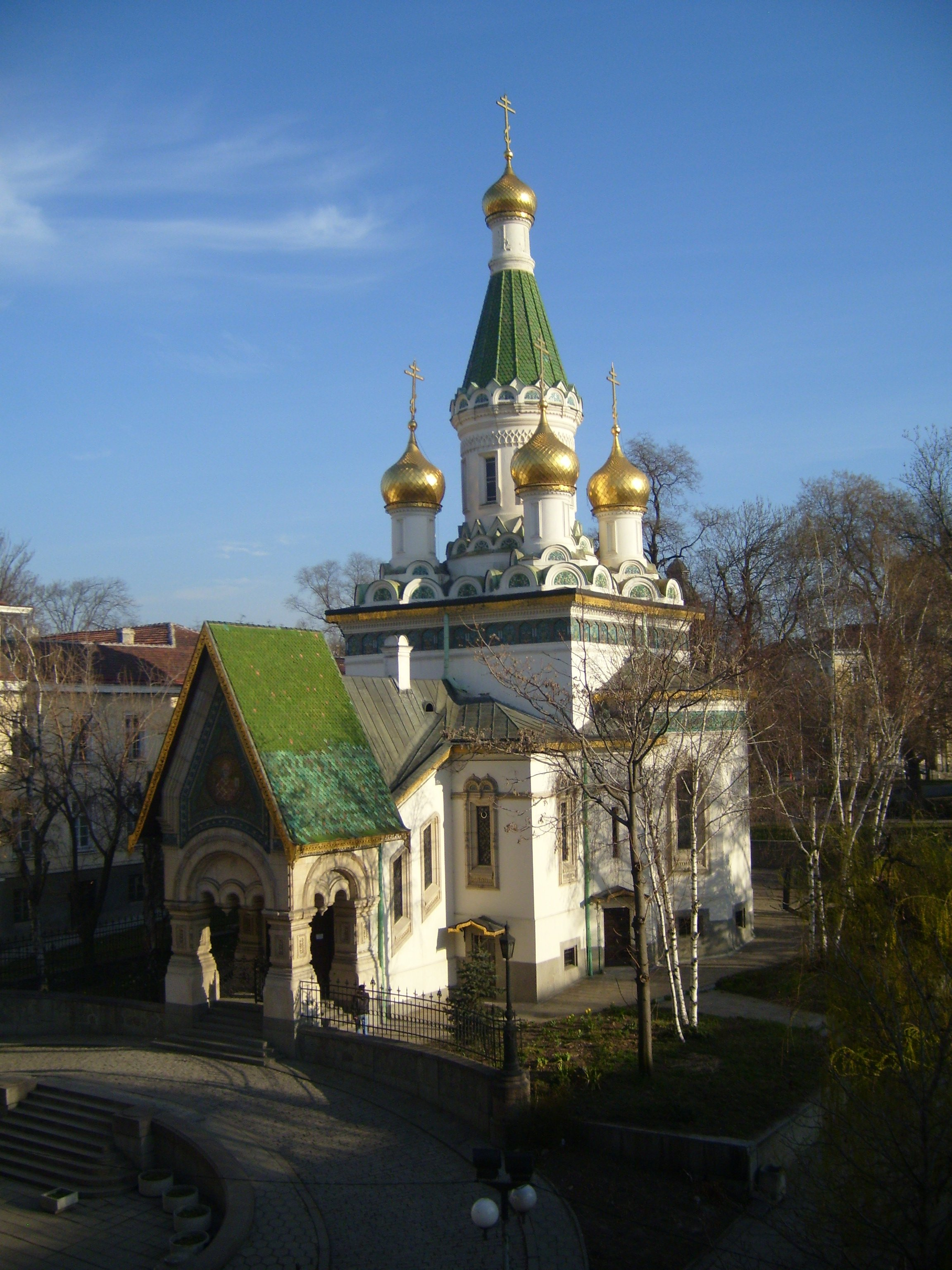
Chrám sv. Mikuláše Divotvůrce

Sofie má velmi dávnou historii, podle archeologických nálezů bylo místo osídleno už před osmi tisíci let. V 7. století př. n. l. zde vzniklo sídlo bojovných thráckých Serdů, podle nichž se nazývalo Serdica. Roku 339 př. n. l. je dobyl Filip II. Makedonský a roku 29 př. n. l. zde založili Římané město Ulpia Serdica, hlavní město vnitřní Dácie. Za císaře Trajána (98–117) město rozkvetlo, byla zde mincovna, fórum a řada veřejných budov. Koncem 2. století bylo město ohrazeno vysokou hradbou. Roku 342 sem svolali oba tehdejší římští spolucísařové koncil, který však neskončil úspěchem a nebyl uznán jako ekumenický. Roku 447 vyplenili Serdiku Hunové pod Attilou, později pak i Gótové.
Za císaře Justiniána I. bylo město obnoveno a opevněno, v letech 532–537 byl postaven kostel Sv. Sofie. Brzy nato dobyly Serdiku slovanské kmeny a název Serdika upadl v zapomenutí. Roku 809 ji dobyl bulharský chán Krum a město dostalo slovanský název Sreděc. Za byzantské vlády v 11. a 12. století se nazývalo Triadica, v době Druhé Bulharské říše bylo znovu opevněno a ve 14. století dostalo podle kostela název Sofia. Roku 1386 dobyli město po dlouhém obléhání osmanští Turci a drželi je po pět století. Město bylo sídlem rumelského beje a vznikla zde řada mešit a minaretů, vcelku ale chátralo a když je ruský generál Gurko roku 1878 dobyl, žilo zde asi 18 tisíc obyvatel v chatrných domech bez tekoucí vody.
Když roku 1879 rozhodlo ústavodárné shromáždění ve Velkém Tarnovu, že hlavním městem nového Bulharska bude Sofia, nastal v městě pohyb, obyvatel rychle přibývalo. V letech 1904–1912 byla postavena katedrála sv. Alexandra Něvského. Roku 1925 zorganizovalo bulharští komunisté bombový atentát na kostel Sveta Nedelja, při němž zahynulo přes 120 lidí a 500 bylo zraněno. Za 2. světové války, kdy Bulharsko stálo na německé straně, utrpěla Sofie spojeneckými nálety. Roku 1944 vyhlásil Sovětský svaz Bulharsku válku a celou zemi prakticky bez boje obsadil. 15. září 1946 zde Jiří Dimitrov vyhlásil lidovou republiku. Během její existence vznikla řada veřejných budov, sídlišť a továren. 10. listopadu 1989 komunistický režim padl a vzniklo demokratické Bulharsko. Hospodářská přestavba byla v Bulharsku velmi obtížná, Sofie se však rychle vzpamatovala a je dnes velmi živým městem.

## Administrativní dělení
Město spadá do Oblasti Sofie, která se z hlediska státní správy dělí na 24 rajónů, přičemž některé z nich zahrnují kromě sofijských čtvrtí (kvartálů) také okolní vsi, nebo vůbec nezahrnují části vlastního města, které zabírá pouze na 15 % rozlohy oblasti.

## Obyvatelstvo

Věková pyramida obyvatelstva Sofie (2021)

Ve městě žije 1 386 779 stálých obyvatel a je zde trvale hlášeno 1 280 646 obyvatel. Podle sčítáni 7. září 2021 bylo národnostní složení následující:
- Bulhaři: 1 058 553 (96.9 %)
- Romové: 13 960 (1.3 %)
- Turci: 5 881 (0.5 %)
- ostatní: 13 766 (1.3 %)

## Významné stavby

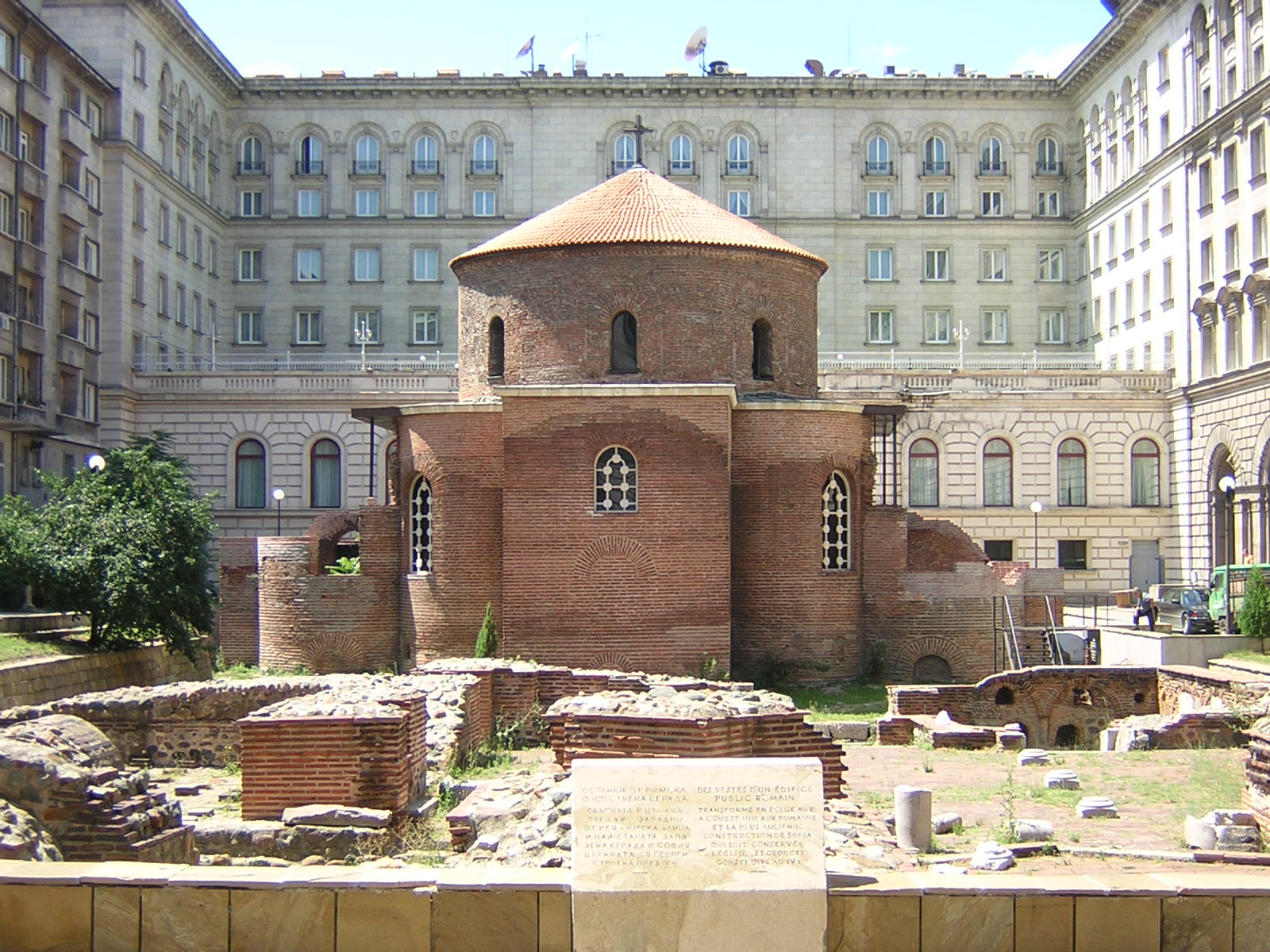
Zbytky římských lázní s kostelem sv. Jiří

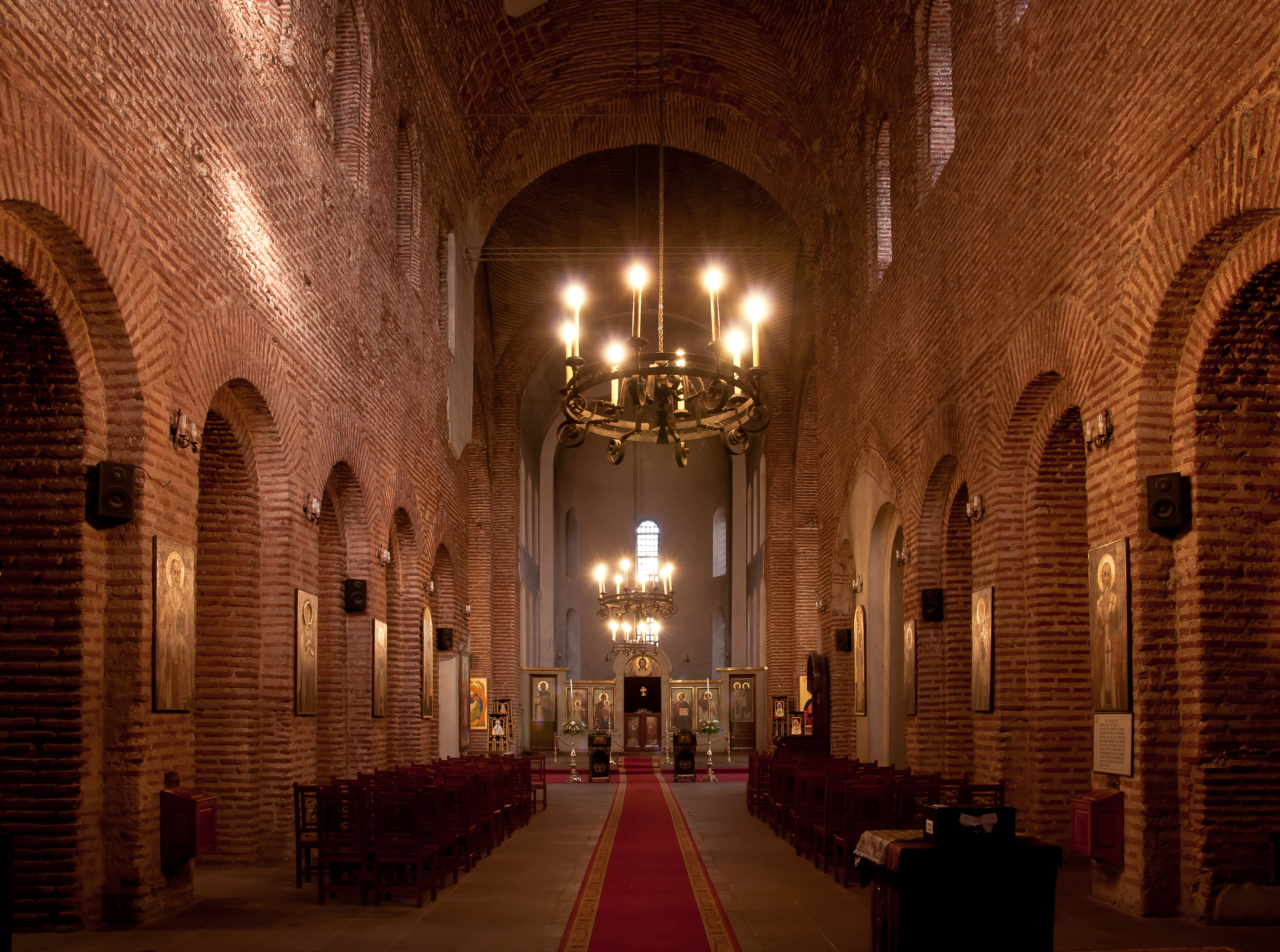
Basilika sv. Sofie, 6. stol., vnitřek

V Sofii se nachází 9 univerzit, sídlo metropolity Ortodoxní církve a římskokatolické diecéze. Mezi významné památky patří:
- Katedrála sv. Alexandra Něvského, postavená jako výraz vděku ruskému carovi Alexandrovi II., díky kterému Bulharsko získalo v roce 1878 nezávislost. Kostel dostal název patrona carské rodiny sv. Alexandra Něvského. Stavba, jejíž základní kámen byl položen v roce 1882, byla dokončena v roce 1912. Na náměstí před katedrálou stojí Alexandrův pomník.
- Byzantský cihlový kostel svaté Sofie ze 6. století, který dal městu jméno, stojí v parku blízko katedrály.
- Kostelík svatého Jiří ze 4. století s cennými freskami uprostřed římského fóra v samém centru města.
- Ruský chrám svatého Mikuláše Divotvorce (1914)
- Mešita Banja Baši ze 16. století,, jeden z mála pozůstatků turecké vlády.
- Archeologické muzeum v centru se starověkými a byzantskými památkami.
- Národní galerie a Etnografické muzeum v bývalém carském paláci.

## Doprava

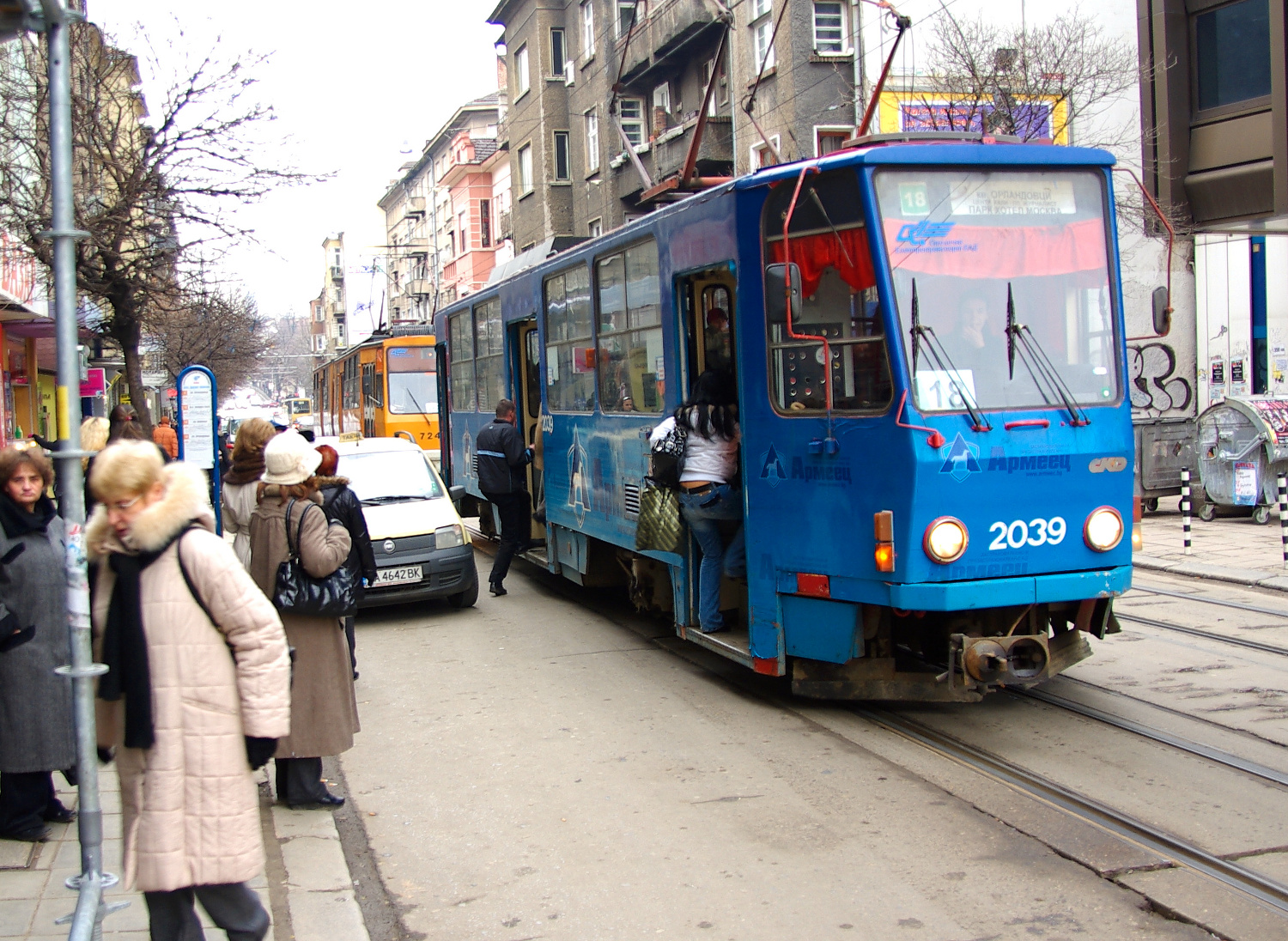
V Sofii jezdí i tramvaje z dílen ČKD.

Ve východní části města leží mezinárodní letiště, od roku 2006 s novým terminálem.
Díky strategické poloze Sofie je město důležitým centrem pro mezinárodní železniční a automobilové trasy. Městem procházejí evropské trasy E79 z Rumunska do řecké Soluně a E80 z Portugalska do Turecka. Ve městě jsou zastoupeny všechny hlavní druhy dopravy (kromě vodní dopravy). V Sofii je celkem 8 železničních stanic, z nichž největší je centrální nádraží. Vedle něj je nové autobusové nádraží, největší a nejmodernější svého druhu v zemi.
Od roku 1901 je v Sofii tramvajová doprava, dnes má 21 linek a celkem 84 km tratí. Devět trolejbusových linek měří 104 km a v Sofii jezdí téměř 600 městských autobusů. Od roku 1998 má Sofia funkční systém metra, v současnosti se 27 stanicemi, celkově se však do budoucna plánuje vybudovat další stanice. Metro se stavělo dlouhých dvacet let, jeho výstavba totiž byla několikrát zastavena kvůli archeologickým nálezům i kvůli nedostatku finančních prostředků. Jednotné jízdné činí 1,6 leva. Ve městě jsou také velmi oblíbené taxi služby, hlavně díky cenové dostupnosti oproti jiným evropským metropolím.

## Průmysl

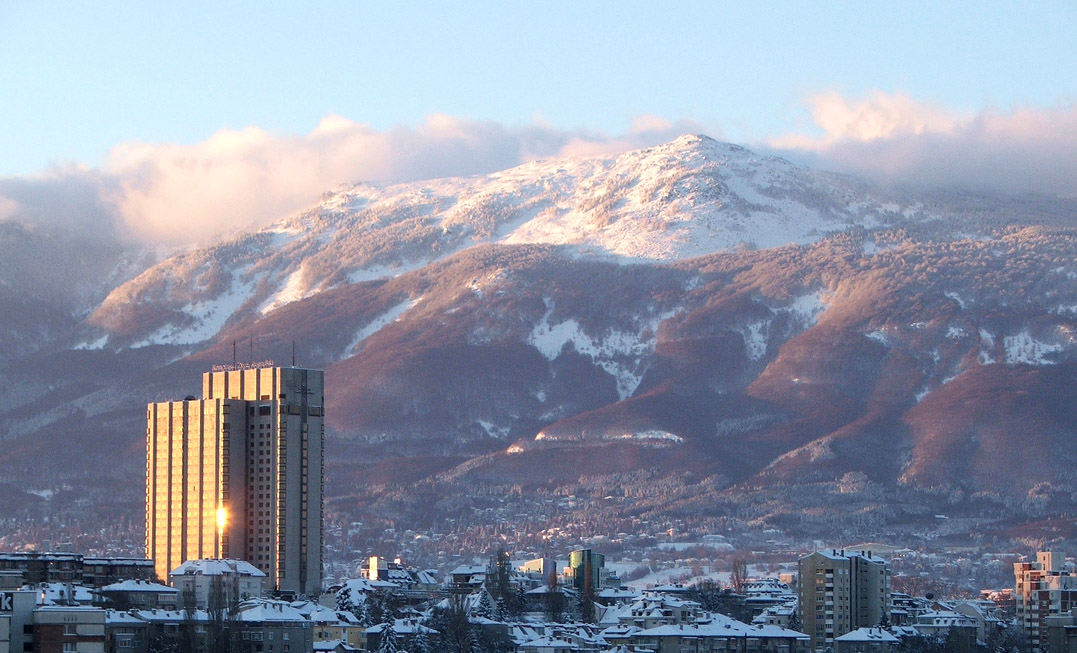
Vitoša (2290 m) nad Sofií

Město má velké metalurgické závody na výrobu kovů, dále je ve městě zastoupen strojní průmysl, textilní, chemický a potravinářský. Po skončení 2. světové války, došlo ve městě k rozsáhlé industrializaci a masové výstavbě bytových jednotek, které značně narušily estetický ráz města. Po pádu minulého režimu do Sofie zamířil zahraniční kapitál. Přední světové firmy zde otevřely své závody – např. Toyota a Pepsi. Také řada bank zde zřídila své pobočky pro celou oblast Balkánu.

## Sport
Sofie je spolu s Turínem jediné město, které hostilo hry letní (1961, 1977) i zimní (1983, 1989) univerziády. Sofie byla také kandidátským městem pro pořádání zimních olympijských her 2014, byla ale vyřazena v prvním kole volby.
- HK CSKA Sofia – hokejový klub
- HK Levski Sofia – hokejový klub
- HK Slavia Sofia – hokejový klub
- Levski Sofia – fotbalový klub
- CSKA Sofia – fotbalový klub
- Lokomotiv Sofia – fotbalový klub
- Slavia Sofia – fotbalový klub

## Slavní rodáci
- Boris III. (1894–1943), bulharský car od roku 1918 až do své smrti
- Georgi Markov (1929–1978), bulharský spisovatel, žurnalista a disident
- Marie Luisa Bulharská (* 1933), bulharská princezna
- Simeon II. (* 1937), bulharský politik, bývalý bulharský car v letech 1943–1946 a předseda vlády Bulharska v letech 2001–2005
- Irina Bokovová (* 1952), politička, bývalá generální ředitelka UNESCO 2009–2017
- Kristalina Georgievová (* 1953), bulharská politička a ekonomka
- Jordanka Donkovová (* 1961), bývalá bulharská atletka, běžkyně na 100 metrů překážek
- Katerina Malejevová (* 1969), bývalá bulharská profesionální tenistka
- Magdalena Malejevová (* 1975), bývalá bulharská profesionální tenistka
- Antoaneta Stefanovová (* 1979), bulharská šachistka, mistryně světa v šachu z let 2004 až 2006
- Ivet Lalovová (* 1984), bulharská atletka, sprinterka
- Stanislav Janevski (* 1985), herec
- Ivelin Popov (* 1987), bulharský fotbalový záložník a reprezentant
- Nina Dobrevová (* 1989), bulharsko-kanadská herečka
- Sesil Karatančevová (* 1989), bulharská profesionální tenistka
- Viktorija Tomovová (* 1995), bulharská profesionální tenistka

## Partnerská města
- Alžír, Alžírsko
- Ankara, Turecko
- Athény, Řecko
- Berlín, Německo
- Bratislava, Slovensko
- Brusel, Belgie
- Budapešť, Maďarsko
- Bursa, Turecko
- Helsinky, Finsko
- Kyjev, Ukrajina
- Londýn, Spojené království
- Madrid, Španělsko
- Milán, Itálie
- Paříž, Francie
- Petrohrad, Rusko
- Pittsburgh, Spojené státy americké
- Praha, Česko
- Skopje, Severní Makedonie
- Tel Aviv, Izrael
- Varšava, Polsko